# Marco Rudolph
Marco Rudolph est un boxeur allemand né le 22 mai 1970 à Zittau.

## Carrière
Il participe aux Jeux olympiques de Barcelone en 1992 dans la catégorie des poids légers et remporte la médaille d'argent. Lors de sa carrière sportive, il remporte également le titre mondial en 1991 et une médaille de bronze mondiale en 1995.

### Parcours auxJeux olympiques
Jeux olympiques d'été de 1992 à Barcelone (poids légers) :
- Bat Vassile Nistor (Roumanie)
- Bat Dariusz Snarski (Pologne)
- Bat Julien Lorcy (France)
- Bat Namjilyn Bayarsaikhan (Mongolie)
- Perd contre Oscar de la Hoya (États-Unis)

## Référence
1. ↑  (en) Résultats des Jeux olympiques 1992 (amateur-boxing.strefa.pl)